# Вишнёвка (Запорожская область)
Вишнёвка (укр. Вишнівка) — село,
Раздольский сельский совет,
Михайловский район,
Запорожская область,
Украина.
Код КОАТУУ — 2323386604. Население по переписи 2001 года составляло 94 человека.

## Географическое положение
Село Вишнёвка находится на расстоянии в 1 км от села Трудовик и в 1,5 км от села Шевченко.
По селу протекает оросительный канал.
Рядом проходит железная дорога, станция Платформа 1170 км.

## История
- 1921 год — дата основания.